# Waregem
Waregem è un comune belga di 37 155 abitanti, situato nella provincia fiamminga delle Fiandre Occidentali.

## Storia
Comprende le frazioni di Beveren, Desselgem, Sint-Eloois-Vijve e la stessa Waregem. Al 1º gennaio 2006 il comune contava 35 852 abitanti, su una superficie di 44,34 km², con una densità di 809 abitanti per km².
Nota per le annuali corse di cavalli presso il locale ippodromo, accompagnate da una settimana di festeggiamenti, è sede della squadra di calcio del K.S.V. Waregem, ora nota come Zulte-Waregem. Nel cimitero americano della prima guerra mondiale riposano le spoglie di 368 militari statunitensi caduti durante la battaglia per la liberazione del Belgio.

## Sport

### Calcio
La squadra principale della città è lo Sportvereniging Zulte Waregem.

### Ciclismo
Il 17 e il 18 agosto 1957 ha ospitato i Campionati del mondo di ciclismo su strada di quell'anno.